# Kostel svatého Josefa (Sarajevo)
Kostel svatého Josefa (chorvatsky/bosensky Crkva svetog Josipa) se nachází v Sarajevu, v blízkosti Marijina dvoru. Novorománský římskokatolický kostel je přesněji umístěn mezi ulicemi Fra Anđela Zvizdovića, Augusta Brauna a Zmaja od Bosne.

## Historie
O výstavbu kostela se zasloužil tehdejší arcibiskup Ivan Šarić, který v roce 1933 pozval vídeňského architekta Ottu Schottenbergera, se kterým jednal o projektu stavby kostela. O podobě kostela však nebyla vedena žádná diskuze ani soutěž, což vyvolalo ostrou reakci tehdejší společnosti. V roce 1935 byli proto pověřeni domácí architekti Lovrenčić a Plečnik.
Původní návrh nakonec přepracoval z rozhodnutí místního arcibiskupa český architekt Karel Pařík. Ten jej upravil lépe pro potřeby místní komunity. Chrám má půdorys kříže; kromě hlavního oltáře má i dva boční. Interiér kostela byl vymalován různými umělci, mezi které patřili např. Zdenko Grgić, Zlatko Latković, Ivan Marinković, Marijan Ilić, Josip Podolski a ateliér Stanišić. Kostel byl obložen kamenem dovezeným z Hercegoviny.
Stavební práce na kostele byly zahájeny v roce 1936 a po čtyřech letech stavebních prací byl dne 31. března 1940 vysvěcen. Na realizaci projektu se podílel také Paříkův syn Marián, který byl stavbyvedoucím.
Během války v Bosně a Hercegovině v 90. letech 20. století byla budova několikrát ostřelována, neboť se nacházela poměrně blízko bojové linii. Po skončení konfliktu byl kostel rekonstruován.
Dne 29. března 2008 bylo rozhodnuto, že bude kostel evidován jako kulturní památka.